# Kühlschiff (Brauerei)

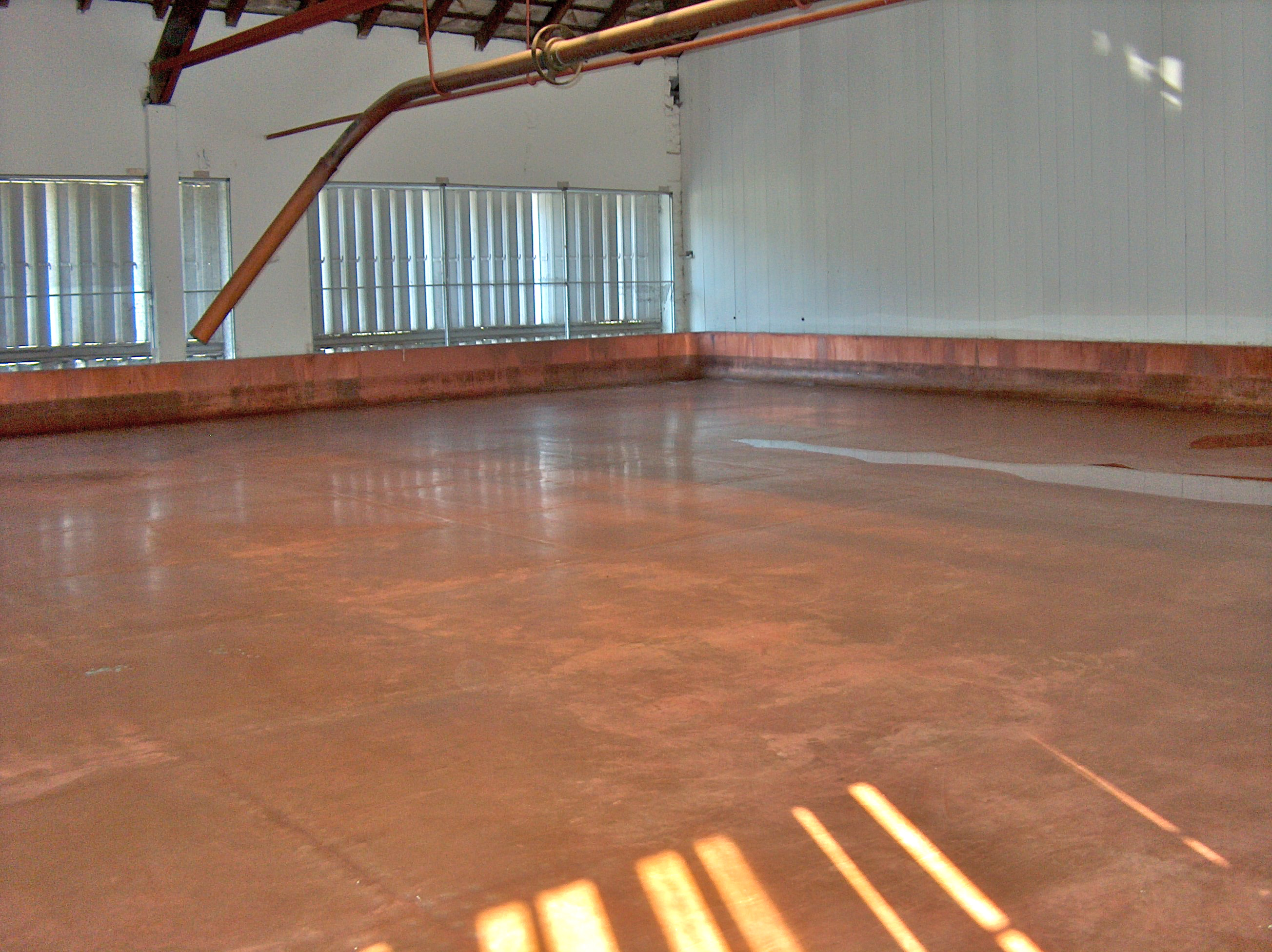
Kühlschiff

Das Kühlschiff war das klassische Gerät zur Trubentfernung, Oxidation und zum Anstellen der Würze in der Brauereihistorie. Bei der Herstellung von Bierspezialitäten wie Kriek, Lambic und Gueuze ist es heute noch unabdingbar.
Es handelt sich um ein ganz flaches, offenes Gefäß, in das die heiße Würze von der Würzepfanne her kommend überführt ("ausgeschlagen") wird. Der heiße Sud muss sehr schnell abgekühlt werden. Zunächst läuft die Würze durch den Hopfenseiher, in dem die Hopfendolden abgefangen werden. Danach verteilt sich die Würze auf die große Oberfläche. Während einer Verweilzeit von 30 bis 60 Minuten setzt sich der Heißtrub ab, und zwar umso besser, je flacher das Kühlschiff ist. Je länger die Verweildauer, desto besser der Kühl- und Kläreffekt, desto größer aber auch die Gefahr einer Infektion mit Hefen oder Bakterien. Daher muss das Kühlschiff immer peinlich sauber gehalten werden, es sei denn, die Infektion mit selektierten Keimen wie bei den oben genannten Spezialbieren ist erwünscht.
Für die heutigen industriellen Brauereien ist das Infektionsrisiko jedoch zu hoch, so dass Kühlschiffe nicht mehr genutzt werden. Haus- und Familienbrauereien haben dieses jedoch vereinzelt noch im Betrieb, beispielsweise beim Altbier der Brauereien Schumacher und Uerige und beim Pilsner Bier der Brauerei Schmitt.

## Der Plattenkühler
Der Plattenkühler kühlt die vom Kühlschiff kommende Würze von ca. 80 °C auf die Anstelltemperatur, das ist die Temperatur, die eine Vermehrung der Hefe und Gärung erlaubt, herunter.
- In der 1. Stufe wird die Würze auf ca. 20 °C für obergärige Biere abgekühlt.
- In der 2. Stufe wird die Würze auf unter 8 °C für untergärige Biere gekühlt.

Beim Abkühlen der Würze flockt von ca. 60 °C abwärts an der Kühltrub aus. Die zu erwartende Menge ist etwa 0,15 bis 0,3 g/l.
Es finden also drei wichtige Vorgänge für die Würze statt:
- Abscheidung des Heiß- oder Grobtrubes
- Bildung und Entfernung des Kühl- oder Feintrubes
- Belüftung bzw. Sauerstoffanreicherung

sowie eine weitere Konzentration der Stammwürze (Extraktgehalt) durch weiteres Abdampfen.